# سسک مولتونی
سسک مولتونی یا سسک زیردارمرز (نام علمی: Curruca subalpina) یک گونه پرنده کوچک از تیرهٔ سسکان راستین (Sylviidae) است. این نام از توصیف‌کننده آن ادگاردو مولتونی گرفته شده است.
در کورس، ساردینیا، نواحی پیرامون دریای لیگوریا و جزایر بالئاریک زادآوری می‌کند.